# (48603) 1995 BC2
1995 بي سي 2 (ويعرف أيضًا باسم (48603) 1995 بي سي 2 وفق تسمية الكوكب الصغير) (بالإنجليزية: 1995 BC2)‏ هو كويكب ضمن حزام الكويكبات؛ وترتيبه 48603 من حيث الاكتشاف.
اكتُشف هذا الجُرم الفلكي بواسطة تاكاو كوباياشي في 30 يناير 1995.

## وصلات خارجية
- (48603) 1995 BC2 في قاعدة بيانات مختبر الدفع النفاث لأجرام النظام الشمسي الصغيرة

- الاكتشاف · مخطط المدار ·  العناصر المدارية · المعلمات المادية

- (48603) 1995 BC2 على موقع ويكي سكاي: DSS2, SDSS, GALEX, IRAS, Hydrogen α, X-Ray, Astrophoto, Sky Map, Articles and images